# Весна и какашка
«Весна и какашка» (эст. Kaka ja kevad) — детская книга Андруса Кивиряхка, изданная в 2009 году.

## Сюжет
В книге Андруса Кивиряхка «Весна и Какашка» рассказывается о приключениях персонажа Какашки — фекалий одной собаки. По пути развития сюжета Какашка встретит Сосиску, Жуткую жвачку, Черта из горшка, Яйценесущие папины носки, Дурную куртку и Ложку-пирата, а также массу других странных существ.

## Критика
Книга получила неоднозначные отзывы со стороны общества, в связи с её экстравагантными действующими героями.
В 2010 году книга получила премию на конкурсе Nukitsa. В 2012 году включена Министерством культуры Эстонии в список книг для детского чтения. Книга фигурировала в топах продаж книг на русском языке в Эстонии. В 2021 году на основе книги на эстонской анимационной студии «A Film Eesti» был создан одноимённый мультфильм (режиссёр Арулепп, Меэлис).